# Стоян Даскалов
Стоян Цеков Даскалов (известен като Стоян Ц. Даскалов) е български писател и сценарист.

## Биография
Роден е в село Лиляче на 22 август 1909 г. Завършва през 1928 г. педагогическото училище в Лом, а през 1932 г. и учителския институт в Шумен. През 1942 г. завършва славянска филология в Софийския университет.
Публикува първата си творба в списание „Светлоструй“ през 1930 г. Пише и в редица други списания като „Угари“, „Кормило“, „Златорог“, РЛФ, „Жупел“, „Бран“ и др.
Умира на 18 май 1985 г.

## Произведения
- „Улица Петропавловска“ – новела
- „Магдина чука“,
- „Мелницата Липованска“, (Преведени на турски от Мустафа Балел, през 1975 г.; второ издание през 2011 г.)
- „Път“ – роман,
- „Първа дружба“,
- „Стубленските липи“,
- „Поколение без земя“,
- „Есенно сено“,
- „Земя на апостоли“,
- „Предшественикът“,
- „Своя земя“ – роман,
- „Паричката“
- „Звънчето на Рогуша“
- „Моите ученици“

## Филмография
- Дъщерите на началника (1973)
- Опак човек (тв, 1973)
- Село край завод (1969)
- Стубленските липи (1960)
- Тайната вечеря на Седмаците (1957)
- Неспокоен път (1955)